# 황금갈색쥐여우원숭이
황금갈색쥐여우원숭이(Microcebus ravelobensis)는 최근에 발견된 작은 영장류의 하나로 다른 여우원숭이 또는 쥐여우원숭이와 마찬가지로 마다가스카르 섬에서만 발견된다. 황금쥐여우원숭이 또는 라벨로브쥐여우원숭이로도 불린다. 등 쪽은 황금 갈색이며, 배 쪽은 흰노란색을 띤다. 이마 아래쪽에서 주둥이까지 이어지는 한 줄의 흰 줄무늬를 갖고 있다.
이 원숭이는 1994년에, 마다가스카르 북서부의 건조한 숲에서 처음 발견했다. 종 분화종의 일종인 회색쥐여우원숭이와 서식지를 공유하고 있다. 계절에 따라 몸무게는 40~70g정도 나가며, 겉모습은 회색쥐여우원숭이와 비슷하지만, 꼬리는 더 길고 가늘다. 다른 쥐여우원숭이들처럼 꼬리에 지방을 저장할 수는 없다.
껑충 뛰며 숲을 이동하고, 이는 회색쥐여우원숭이와 다르다. 일종의 야행성 동물이며, 식물의 덩굴 조각 또는 떨어진 잎을 기워 둥지를 촘촘히 짓는다.